# قائمة محافظي مصر
هذه القائمة تضم محافظي المحافظات المصرية. وهو أعلى سُلطة حكومية في المحافظة. ويُعين  رئيس جمهورية مصر العربية المحافظ الذي يعد ممثله في المحافظة. آخر حركة للمحافظين كانت في 3 يوليو 2024.